# Slagelse Wolfpack 2015
Questa voce raccoglie le informazioni riguardanti gli Slagelse Wolfpack nelle competizioni ufficiali della stagione 2015.

## Danmarksserien 2015

### Stagione regolare
| Herlev 18 aprile 2015, ore 14:00 2ª giornata | Herlev Rebels II | 14 – 27 referto | Slagelse Wolfpack | Kildegårdsskolen |

| Næstved 26 aprile 2015, ore 14:00 3ª giornata | Næstved Vikings | 12 – 14 referto | Slagelse Wolfpack | H.G. Idrætsanlæg |

| Copenaghen 2 maggio 2015, ore 14:00 4ª giornata | USG Cougars | 20 – 14 referto | Slagelse Wolfpack | Valby Idrætspark |

| Slagelse 23 maggio 2015, ore 14:00 7ª giornata | Slagelse Wolfpack | 14 – 42 referto | Frederikssund Oaks | Nordhallen |

| Gentofte 31 maggio 2015, ore 14:00 8ª giornata | Copenhagen Towers II | 0 – 50 (a tavolino) referto | Slagelse Wolfpack | Gentofte Sportspark |

| Slagelse 14 giugno 2015, ore 14:00 10ª giornata | Slagelse Wolfpack | 22 – 20 referto | Herlev Rebels II | Nordhallen |

| Slagelse 21 giugno 2015, ore 14:00 11ª giornata | Slagelse Wolfpack | 15 – 18 referto | Næstved Vikings | Nordhallen |

| Slagelse 16 agosto 2015, ore 14:00 15ª giornata | Slagelse Wolfpack | 53 – 14 referto | USG Cougars | Nordhallen |

| Frederikssund 29 agosto 2015, ore 14:00 17ª giornata | Frederikssund Oaks | 54 – 0 referto | Slagelse Wolfpack | Ådalens Skole |

| Slagelse 13 settembre 2015, ore 14:00 19ª giornata | Slagelse Wolfpack | 50 – 0 (a tavolino) referto | Copenhagen Towers II | Nordhallen |

### Playoff
| Slagelse 20 settembre 2015, ore 14:00 Wild Card | Slagelse Wolfpack | 56 – 6 referto | AaB 89ers II | Nordhallen |

| Ringkøbing-Skjern 26 settembre 2015, ore 14:00 Semifinale | Skjern Trojans | 6 – 41 referto | Slagelse Wolfpack | Stauning Skole |

| Frederikssund 4 ottobre 2015, ore 15:00 Elming Bowl | Frederikssund Oaks | 22 – 33 referto | Slagelse Wolfpack | Ådalens Skole |

## Statistiche di squadra
| Competizione      | %Vittorie | In casa | In casa | In casa | In casa | In casa | In casa | In trasferta | In trasferta | In trasferta | In trasferta | In trasferta | In trasferta | Totale | Totale | Totale | Totale | Totale | Totale |
| Competizione      | %Vittorie | G       | V       | N       | P       | Pf      | Ps      | G            | V            | N            | P            | Pf           | Ps           | G      | V      | N      | P      | Pf     | Ps     |
| ----------------- | --------- | ------- | ------- | ------- | ------- | ------- | ------- | ------------ | ------------ | ------------ | ------------ | ------------ | ------------ | ------ | ------ | ------ | ------ | ------ | ------ |
| Stagione regolare | .600      | 5       | 3       | 0       | 2       | 154     | 94      | 5            | 3            | 0            | 2            | 105          | 100          | 10     | 6      | 0      | 4      | 259    | 194    |
| Playoff           | 1.000     | 1       | 1       | 0       | 0       | 56      | 6       | 2            | 2            | 0            | 0            | 74           | 28           | 3      | 3      | 0      | 0      | 130    | 34     |
| Totale            | .692      | 6       | 4       | 0       | 2       | 210     | 100     | 7            | 5            | 0            | 2            | 179          | 128          | 13     | 9      | 0      | 4      | 389    | 228    |